# Vanyovka
Vanyovka (szlovákul Vaňovka) Hrustin településrésze, korábban önálló község Szlovákiában, a Zsolnai kerület Námesztói járásában.

## Fekvése
Námesztótól 16 km-re délnyugatra, Hrustintól 1 km-re északra fekszik.

## Története
A falu 1600 körül akkor keletkezett, amikor pásztorokat telepítettek ide. Árva várához tartozott, földesurai a Thurzók voltak. Lakói mezőgazdasággal és állattartással, vászonszövéssel, lábbelik, fém- és fatárgyak készítésével foglalkoztak. Házaikat kizárólag fából építették, ez lévén az egyetlen elérhető építőanyag. A települést a 17. században – a kuruc harcokban – a hadak többször is feldúlták. 1737 és 1742 között pestis pusztított.
A 18. század végén Vályi András így ír róla: „VANYOVKA. Tót falu Árva Várm. földes Ura a’ Királyi Kamara, lakosai katolikusok, fekszik Babinnal általellenben; határja sovány.”
A falu fatemploma 1833-ban épült.
Fényes Elek 1851-ben kiadott geográfiai szótárában így ír a faluról: „Vanyovka, tót falu, Árva vmegyében, 268 kath. lak., 15 2/8 sessio. F. u. az árvai uradalom. Ut. p. Rosenberg.”
1910-ben 238, túlnyomórészt szlovák lakosa volt. A trianoni diktátumig Árva vármegye Námesztói járásához tartozott.

## Nevezetességei
Szent Vendel tiszteletére szentelt római katolikus temploma eredetileg 1833-ban épült fatemplomként. Mivel a templom kicsinek bizonyult, 1997 és 2003 között teljesen átépítették és bővítették.

## Külső hivatkozások
- Vanyovka az Oravainfo oldalán
- Vanyovka Szlovákia térképén

## Lásd még
- Hrustin